# 戴叔伦
戴叔伦（732年—789年），字幼公，一字次公，润州金坛南瑶村（今属江苏常州市）人，唐朝著名诗人。

## 生平
远祖戴安道。戴于唐代宗广德初年任秘书省正字，大曆元年（766年），在戶部尚書充諸道鹽鐵使劉晏幕下任职，经刘晏表奏，授监察御史衔(在此之前或曾出任新城县令)。大历四年（769年），奉使督赋荆南，在夔州遇杨子琳叛乱，参与劝说其归顺朝廷之事。
唐德宗建中元年（780年）出任东阳县令，颇有政绩，第二年赴湖南嗣曹王李皋幕下任职，随李皋至江西节度使任上，统领府事，授尚书祠部郎中衔。
兴元元年（784年）出任抚州刺史，贞元元年（785年）十一月撰有《贺平贼赦表》，授吏部郎中衔，因政绩封谯县男。贞元二年（786）辞官还乡，四年出任容州刺史兼容管经略使，贞元五年六月，卒于任所。戴叔伦墓今位於江苏省常州市金坛区金城镇愚池社区。

## 文学成就
戴诗以描写农村生活为主，例如《女耕田行》寫婦女從事田間勞動之苦，《邊城曲》寫士兵遠戍之苦；构思新颖，讲究韵味，曾自言“詩家之景﹐如藍田日暖﹐良玉生煙﹐可望而不可置於眉睫之前也。”，为后世神韵派先导。《全唐诗》收戴诗304首，但有不少偽作。
另，《新唐书·艺文志》录有《述藁》10卷，已佚。《全唐文》收录两篇文。

## 家庭
戴叔伦之妻为京兆韦氏韦采长女，较早去世，之后娶博陵崔氏崔殷之女为妻，也在他之前死去。有二子，戴郅和戴邡。